# Victoria Paris
Victoria Paris (nascida como Sheila Young; Great Falls, 22 de novembro de 1960 — Rexburg, 10 de agosto de 2021) foi uma atriz pornográfica norte-americana.

## Biografia
Victoria nasceu na cidade de Great Falls, no estado de Montana, em 1960. Formou-se bacharel em nutrição pela Universidade Estadual de Montana e após a formatura, mudou-se para Los Angeles em 1987. Arrumou um emprego como secretária em um escritório, porém percebeu que poderia ter ganhos melhores como lutadora de wrestling na lama. Ela também trabalhava como modelo nua para revistas e escolas de arte.
Seu primeiro filme pornográfico foi Girls of Double D 7, de 1988, como coadjuvante. O primeiro papel de titular veio com Live In, Love In, onde atuou com seu então marido, Robert Bullock. Durante a década de 1990, Victoria ganhou vários prêmios, incluindo o AVN, tido como o Oscar da indústria pornográfica.

## Carreira
Em 1988, com seu ingresso na luta-livre feminina, Victoria começou a receber convites para fazer modelagem erótica e artística, aparecendo em revistas como Hustler, High Society, e em uma edição europeia de Penthouse. Nesse mesmo ano, realizou seu primeiro filme adulto, Girls of Double D 7. Seu primeiro papel principal, foi em Live In, Love In (1989). Ela também participou de diversas cenas de sexo interracial com afro-americanos (o que ainda era considerado por muitos um tabu na época).
Em 1990, ela dividiu o AVN Awards de Melhor Revelação com Tori Welles. Foi incluída no Hall of Fame do AVN em 1997. Desde 2002, ela tornou-se menos ativa em filmes adultos, restringindo-se a seu site, ao striptease e ocasionais cenas de lesbianismo, especialmente com sua amiga Ashlyn Gere.
Durante sua carreira, contracenou com estrelas como Nina Hartley, Tami Monroe, Jeanna Fine, Sandra Scream, Keisha, Angela Summers, Peter North, entre outros.

## Morte
Victoria morreu em 10 de agosto de 2021, em Rexburg, Idaho, aos 60 anos, devido a um câncer de mama.

## Prêmios
- 1990 AVN Award por Revelação
- 1991 AVN Award pela Melhor Cena Hétero
- 1997 AVN Hall Of Fame